# 渡辺広基
渡辺 広基（わたなべ ひろもと、1948年8月13日 - ）は、日本の実業家。パイロットコーポレーション代表取締役社長を経て、同社代表取締役会長。

## 人物・経歴
茨城県生まれ。1972年学習院大学経済学部卒業、パイロット萬年筆（現パイロットコーポレーション）入社。東北支社長を経て、2004年執行役員東北支社長。2006年取締役営業企画部長。2009年から代表取締役社長を務めた。2017年代表取締役会長。

## テレビ出演
- 日経スペシャル カンブリア宮殿 世界一の筆記具メーカーを目指せ！（2013年2月14日、テレビ東京）[6]